# Scalmicauda griseomaculata
Scalmicauda griseomaculata är en fjärilsart som beskrevs av M.Gaede 1928. Scalmicauda griseomaculata ingår i släktet Scalmicauda och familjen tandspinnare. Inga underarter finns listade.